# Junior Johnson
Robert Glenn Johnson, Jr., känd som Junior Johnson, född 28 juni 1931 i Wilkes County, North Carolina, död 20 december 2019 i Charlotte, North Carolina, var en amerikansk före detta moonshiner (smugglare av hembränt) som blev en av de tidiga superstjärnorna inom Nascar-racingen under 50- och 60-talen. Under karriären tog han hem femtio segrar, och när han slutade köra 1966 blev han i stället teamägare. Tunga namn inom Nascar som Cale Yarborough och Darrell Waltrip körde för Junior Johnson & Associates. Han avslutade sin karriär som teamägare 1995. Invald i International Motorsports Hall of Fame 1990.